# إسحاق بوليفار
إسحاق بوليفار (بالإسبانية: Isaac Bolívar) هو دراج كولومبي، ولد في 9 مايو 1991 في ميديلين في كولومبيا.

## وصلات خارجية
- إسحاق بوليفار على موقع الاتحاد الدولي للدراجات (الإنجليزية)
- إسحاق بوليفار على موقع أرشيف الدراجات (الإنجليزية)
- إسحاق بوليفار على موقع إحصائيات الدراجات الإحترافية (الإنجليزية)
- إسحاق بوليفار على موقع نسبة الدراجات (الإنجليزية)